# Michaił Kalik
Michaił (Moisiej) Naumiwicz Kalik (ros. Михаи́л (Моисе́й) Нау́мович Кали́к; ur. 29 stycznia 1927 w Archangielsku, zm. 31 marca 2017 w Jerozolimie) –  radziecki i izraelski reżyser filmowy. Ukończył WGIK w 1958 roku.

## Wybrana filmografia
- 1958: Klęska
- 1960: Kołysanka
- 1961: Człowiek idzie za słońcem